# Саша Аночић
Саша Аночић (Осијек, 19. мај 1968 – Запрешић, 5. мај 2021) био је хрватски позоришни, телевизијски и филмски глумац.

## Биографија
Завршио је Академију драмске умјетности у Загребу 1998. године. Радио је у „Хрватском народном казалишту” Осијек, „Загребачко позориште младих”, да би 2003. године постао глумац у позоришту „Трешње”.
Режирао је представе „Ножеви у кокошима” и „То само Бог зна” које су извођене у Teatru Exit, „Кад се ми мртви покољемо” у Керемпуху а „Алису” и „Пинокио” у „Трешњи“.

## Филмографија

### Телевизијске улоге
- „Каубоји” као Саша (2013)
- „Коко и духови” као Владислав Брнчић (2011)
- „Закон!“ као Оливер (2009)
- „Хитна 94“ као др. Зоран Шимић (2008)
- „Кад звони?“ као менаџер (2005)

### Филмске улоге
- „Либертанго” као Јанко (2009)
- „Црнци” као возач (2009)
- „Запамтите Вуковар” као Синиша Главашевић (2008)
- „Госпођа за прије” као фотограф (2007)
- „Армин” као сниматељ (2007)
- „Мртви кутови” као Дарко (2005)
- „Лети, лети” као Крешо (2003)
- „Презимити у Рију” као Борис (2002)
- „” (2001)
- „Анђеле мој драги” (1995)